# Saccharomyces boulardii
Saccharomyces boulardii – gatunek jednokomórkowych grzybów.

## Charakterystyka
Saccharomyces boulardii jest tropikalnym szczepem drożdży, po raz pierwszy wyizolowanym z owoców liczi i mangostanu z Indochin w 1934 roku przez francuskiego naukowca o nazwisku Henri Boulard. Saccharomyces boulardii, choć podobny do Saccharomyces cerevisiae, różni się cechami niepatogennymi i bioterapeutycznymi. Jest skutecznym probiotykiem zwalczającym wiele zaburzeń żołądkowo-jelitowych i jest dostępny w sprzedaży w 90 krajach na całym świecie. S. boulardii jest grzybem niesystemowym, przeżywającym tylko w przewodzie pokarmowym przy niskich poziomach pH i zdolnym do wzrostu w temperaturze do 37 °C. S. boulardii jest stosowany w leczeniu różnych zaburzeń żołądkowo-jelitowych, biegunki wywołanej przez antybiotyki, biegunki wywołanej przez zgłębnik nosowo-żołądkowy, biegunki u dzieci i dorosłych oraz biegunki wywołanej przez infekcje wirusowe. Wykazano również, że osłabia działanie toksyn wywołanych przez choroby bakteryjne.
S. boulardii wzbudza zainteresowanie na całym świecie, szczególnie ze względu na szeroki wachlarz interakcji z innymi mikrobami i zdolność do wyłączania zaburzeń żołądkowo-jelitowych i objawów biegunki. Obecne badania analizują naukę o taksonomii, w szczególności badając związek między S. boulardii i jego bliskim krewnym, S. cerevisiae. Chociaż ich struktura genomowa jest prawie w 100% podobna i większość twierdzi, że powinny należeć do tego samego gatunku, S. boulardii posiada unikalne zdolności, które pozwalają mu przetrwać w najbardziej ekstremalnych warunkach. Wiadomo również, że S. boulardii wydziela wiele proteaz, które mają zdolność hamowania działania cytokin prozapalnych.

## Budowa

### Struktura genomu
Chociaż nie przeprowadzono znaczących badań nad strukturą genomu S. boulardii, wynika to częściowo z faktu, że jest on niemal identyczny z genomem S. cerevisiae. a ten był pierwszym eukariotycznym genomem, który został całkowicie zsekwencjonowany. Sekwencjonowanie genomu było wynikiem współpracy na całym świecie. Sekwencja zawiera 13 000 000 par zasad, 6 275 genów, z których 5885 to potencjalne geny kodujące białka. Około 140 genów jest ściśle związanych z określaniem rybosomalnego RNA, 40 genów jest związanych z małymi jądrowymi cząsteczkami RNA, a 275 funkcjonuje jako geny transferowego RNA. Zaobserwowano, że istnieje znaczna ilość redundancji. Około 23% genomu jest identyczne z genomem ludzkim. Chromosomy posiadają pojedynczą liniową, dwuniciową nić DNA.

### Budowa i metabolizm komórek
S. boulardii to owalne komórki o grubych ściankach, które mają około 10 µm długości na 5 µm szerokości. Ściana komórkowa S. boulardii stanowi około 30% suchej masy komórki i składa się głównie z polisacharydów (85%) i białek (15%). Szeroko zakrojone analizy biochemiczne wykazują, że glukoza, N-acetyloglukozamina (GlcNAc) i reszty mannozy stanowią odpowiednio 80–90%, 1–2% i 10–20% całego polisacharydu.
Klasyfikowany jest jako beztlenowiec, co oznacza, że może rosnąć w warunkach tlenowych lub beztlenowych. Chociaż preferuje wykorzystanie glukozy, możliwe jest wykorzystanie monosacharydów, polisacharydów, oligosacharydów, etanolu, octanu, glicerolu, pirogronianu i mleczanu. Glukoza w procesie metabolizmu przechodzi przez szlak glikolityczny. S. bouldardii są heterotrofami, co oznacza, że pozyskują energię z glukozy ponadto preferuje fermentację nad oddychaniem w stosunku 98 do 2%. Ścieżka fermentacji znana jest jako ścieżka Embden-Myerofa (EMP), która daje produkty w postaci etanolu. Zużycie glukozy ostatecznie prowadzi do stanu znanego jako „depresja komórkowa”, która inicjuje utlenianie etanolu do dwutlenku węgla i wody. Źródła węgla, które są niefermentowalne, muszą wejść w proces glukoneogenezy.

## Taksonomia
S. boulardii długi czas klasyfikowany był jako odrębny gatunek od S. cerevisiae. Badania z 2003 podważyły słuszność takiego ujęcia taksonomicznego, wykazując, że S. boulardii i S. cerevisiae należą w istocie do tego samego gatunku. Zastosowano przy tym różne narzędzia diagnostyczne, w tym kariotypowanie i hybrydyzację CHEF, Ty fingerprinting oraz porównanie genomów za pomocą mikromacierzy hybrydyzacyjnych. Porównawcze hybrydyzacje genomowe dla analizy całego genomu, porównanie sekwencjonowania DNA specyficznych genów (SRB1/PSA1, PKC1, CHS1, CHS3; geny mitochondrialne COX2 i COX3) wykazały, że S. boulardii i S. cerevisiae w rzeczywistości należą do tego samego gatunku. Sekwencje domeny D1/D2 26S rDNA były w 100% identyczne. Analiza sekwencji mitochondrialnego genu oksydazy cytochromu-c II (COX2) dała w 100% identyczne sekwencje. Kariotypy elektroforetyczne okazały się identyczne, co sugeruje, że S. boulardii nie powinien być uznawany za odrębny gatunek. 
W badaniach z 2007 roku wykazano jednak, że S. boulardii różni się znacząco od S. cerevisiae. Stwierdzono różnice w liczbie kopii genów w regionach subtelomerycznych, jak również w liczbie retrotranspozonów drożdżowych. Ogólne różnice występowały zarówno na poziomie genomicznym, jak i fizjologicznym, szczególnie w przypadku sporulacji, liczby kopii poszczególnych chromosomów i genów, zdolności do pseudoprzełączania oraz przetrwania w niskich poziomach kwasowości, przy czym dwie ostatnie cechy mają bezpośredni wpływ na probiotyczny charakter Saccharomyces boulardii.

## Znaczenie dla zdrowia
Saccharomyces boulardii działa jak transporter uwalniający enzymy, białka, czynniki troficzne podczas tranzytu jelitowego, aby poprawić obronę immunologiczną gospodarza, trawienie i wchłanianie składników odżywczych. Jest w stanie wydzielać poliaminy (sperminę i spermidynę) podczas tranzytu jelitowego w celu regulacji ekspresji genów i syntezy białek. S. boulardii łagodzi objawy uszkodzenia jelit i zapalenia wywołanego przez szereg patogenów. Ponadto, S. bouldardii promuje wydzielanie przeciwciała znanego jako Immunoglobina A (IgA) w jelicie czczym szczura (znajdującym się w jelicie cienkim). IgA są skuteczne jako obrona przed drobnoustrojami chorobotwórczymi w przewodzie pokarmowym i oddechowym.
Zapalenie jelita grubego i czasami cienkiego jest spowodowane infiltracją komórek T, które gromadzą się w węzłach chłonnych. S. boulardii zmniejsza stan zapalny poprzez kontrolowanie i ograniczanie infiltracji komórek T, szczególnie tych komórek T w obrębie jelita grubego. Dalsze badania sugerują alternatywne metody mechanizmu działania przeciwzapalnego drożdży. Stwierdzono, że S. boulardii wywiera działanie przeciwzapalne poprzez modulację sygnalizacji komórek gospodarza i ekspresji genów prozapalnych. W szczególności, drożdże probiotyczne są w stanie zablokować aktywację NF-kappaB i ekspresję genu IL-8 w komórkach nabłonka jelitowego, co skutkuje zmniejszeniem stanu zapalnego. W oddzielnym badaniu naukowcy odkryli, że S. boulardii może również modulować ekspresję receptora aktywowanego przez proliferatory peroksysomów gamma (ang. peroxisome proliferator-activated receptor gamma, PPARγ). Stymulacja ekspresji PPARγ przez S. boulardii skutkuje zmniejszeniem odpowiedzi komórek nabłonka jelitowego na cytokiny prozapalne.
- S. boulardii wchodzi w interakcje z różnymi mikrobami w przewodzie pokarmowym organizmu ludzkiego i wykazuje działanie hamujące czynniki wywołujące stany zapalne. Wykazano, że S. boulardii zmniejsza stężenie czynników wywołujących biegunkę i związanych z nimi toksyn. Wszystkie rodzaje biegunki są skutecznie zwalczane przez S. boulardii, w tym ostra biegunka u dorosłych, dzieci i niemowląt, przewlekła biegunka u pacjentów z AIDS i biegunka spowodowana infekcjami bakteryjnymi[10].

- S. boulardii został wykorzystany jako środek zwalczający biegunkę związaną z antybiotykami, szczególnie u pacjentów cierpiących na Clostridium difficile. Zakażenie C. difficile jest spowodowane leczeniem antybiotykami, które eliminują naturalną mikroflorę w wyściółce jelit, powodując zapalenie okrężnicy i biegunkę. Stwierdzono, że S. boulardii uzupełnia pewną liczbę mikroflory w przewodzie pokarmowym. C. difficile jest beztlenowcem, który wytwarza dwie toksyny (A i B) odpowiedzialne za biegunkę szpitalną u dorosłych. Badania wykazały, że S. boulardii obniża poziom C. difficile, jednak najbardziej widocznym efektem jest zmniejszenie stężenia toksyn A i B wytwarzanych przez C. difficile. S. boulardii czyni to poprzez uwalnianie proteazy o masie 54 kDa, która proteolitycznie trawi toksyny A i B oraz ich receptory na błonie granicznej szczotki. Ponadto, S. boulardii hamuje wzrost C. difficile i ma zdolność stymulowania aktywności błony śluzowej gospodarza w celu wzmocnienia odpowiedzi immunologicznej błony śluzowej jelita[11][10].

- S. boulardii jest również skuteczny w hamowaniu skutków cholery, choroby wywoływanej przez V. cholerae, mikroba, który wytwarza toksyny aktywujące cyklazę adenylanową w celu pobudzenia produkcji cyklicznego AMP, powodując biegunkę. Stwierdzono, że mechanizm działania polega na wydzielaniu proteazy znanej jako 120 kDa, która obniża stężenie cAMP indukowanego toksyną cholery w komórkach nabłonkowych poprzez hamowanie stymulacji cyklazy adenylanowej[12].

- S. boulardii jest skuteczną terapią dla pacjentów z nieswoistymi zapaleniami jelit (IBD). IBD charakteryzuje się powszechnymi objawami bólu brzucha, zapaleniem jelita grubego, zaburzeniem tranzytu jelitowego, zaparciami lub biegunką, dyspepsją i wzdęciem. Większość z tych objawów jest wynikiem zaburzenia równowagi mikroflory. Stwierdzono, że leczenie S. boulardii zmniejsza wszystkie objawy IBD.[13]

- S. boulardii zmniejsza ilość i nasilenie zmian chorobowych wywołanych przez E. histolylica[14].

- S. boulardii jest skutecznym narzędziem w zapobieganiu nawrotom choroby u pacjentów z chorobą Leśniowskiego-Crohna, którzy osiągnęli już remisję. Stwierdzono również, że S. boulardii jest korzystny w zmniejszaniu objawów żołądkowo-jelitowych i biegunki związanych z wrzodziejącym zapaleniem jelita grubego[15].
- S. boulardii zwalcza giardiozę, chorobę wywoływaną przez pierwotniaka Giardia lamblia, który pokrywa wnętrze jelita cienkiego, odcinając wchłanianie składników odżywczych[16].
- S. boulardii wykazuje doskonałe działanie przeciwbakteryjne, szczególnie przeciwko bakteriom patogennym znanym jako E.coli i S. typhi, które powodują ostrą biegunkę zakaźną. Sposób działania znany jako adhezja wrażliwa na mannozę polega na wiązaniu się bakterii chorobotwórczych do specyficznych miejsc na powierzchni S. boulardii za pośrednictwem receptorów lektynowych. Dzięki tej nieodwracalnej adhezji bakterie chorobotwórcze nie mogą wniknąć do granicy szczoteczek i są dogodnie wydalane[16].
- Bakteryjne enteropatogeny, takie jak te wymienione powyżej, są odpowiedzialne za około 80% wszystkich przypadków biegunki podróżnych (TD). S. boulardii nie tylko okazał się skutecznym lekarstwem na biegunkę, ale badania wykazały, że spożywanie S. boulardii jako środek zapobiegawczy (przyjmowany 5–7 dni przed wyjazdem) zmniejsza ryzyko wystąpienia biegunki[17].
- S. boulardii skutecznie leczy biegunkę związaną z infekcjami wirusowymi. Jednym z najczęściej badanych jest przewlekła biegunka związana z wirusem HIV (AIDS). S. boulardii podawano pacjentom z IV stadium AIDS z grupą kontrolną otrzymującą placebo. Dramatyczną poprawę zaobserwowano zaledwie 18 miesięcy później, w tym wzrost masy ciała (podczas gdy stan pacjentów otrzymujących placebo nadal znacznie się pogarszał) oraz zmniejszenie objawów żołądkowo-jelitowych[8].

### Patologia
Chociaż wiele osób klasyfikuje Saccharomyces boulardii jako drożdże niepatogenne, istnieją dowody na to, że S. boulardii jest w stanie działać jako patogen oportunistyczny, powodując fungemię Saccharomyces. Takie przypadki zostały zidentyfikowane jako skojarzenia z zakażeniem drożdżakami przez założone cewnik. Inne podobne gatunki, takie jak Saccharomyces cerevisiae, który jest blisko spokrewniony z patogennym gatunkiem Candida, są znane jako pojawiające się patogeny oportunistyczne. W ostatniej dekadzie coraz częściej dokumentowano ciężkość przypadków fungemii Saccharomyces, szczególnie z S. boulardii i S. cerevisiae.
Pacjentom cierpiącym na alergię na drożdże nie zaleca się spożywania Saccharomyces boulardii, ponieważ stwierdzono, że może on powodować pogorszenie objawów u pacjentów z obniżoną odpornością.
Na początku XXI wieku odnotowano przypadki inwazyjnych zakażeń wywołanych przez S. boulardii, a konkretnie przez Ultra-Levure – francuską etykietę. Budzi to duży niepokój, ponieważ probiotyk ten został udostępniony komercyjnie w wielu krajach. Obecne badania koncentrują się na perspektywie zdolności S. boulardii do przekształcenia się w patogen oportunistyczny, tymczasem wielu badaczy i firm biotechnologicznych pracuje nad rozwojem i ulepszeniem probiotyku w celu zwalczania zaburzeń żołądkowo-jelitowych, biegunki, raka i infekcji chirurgicznych. Potencjalne zastosowania probiotyków mogą być rewolucyjne, ale przede wszystkim potrzebne są wysiłki, aby poszerzyć wiedzę na temat probiotyków, a konkretnie ich mechanizmów działania, jak również ustalić dlaczego, jak i kiedy zawodzą.

## Zastosowanie w biotechnologii
Saccharomyces boulardii ze względu na swoje właściwości niepatogenne i bioterapeutyczne jest skutecznie stosowany w leczeniu i zapobieganiu zaburzeń żołądkowo-jelitowych już od 1900 roku. W 1953 r. francuska firma biotechnologiczna Biocodex Laboratories (Montrouge, Francja) opracowała komercyjnie S. boulardii w formie liofilizowanej (opatentowany proces odwadniania), głównie jako lek na biegunkę związaną z antybiotykami. Obecnie jest on dostępny w ponad 90 krajach w Europie, Ameryce Południowej i Afryce. S. boulardii jest sprzedawany pod wieloma różnymi nazwami – we Francji występuje pod nazwą Ultra-Levure, a w Wielkiej Brytanii jest znany jako Diarsafe. Obecnie w Stanach Zjednoczonych oczekuje na zatwierdzenie, ponieważ jest poddawany badaniom klinicznym III fazy przez Food and Drug Administration (FDA).